# Голубая Александрия
«Голуба́я Александри́я» (англ. Alexandria «Blue Boy» Postmaster's Provisional) — филателистическое название почтмейстерской марки (провизория) города Александрия (Виргиния, США), которая была в ограниченном почтовом обращении в 1847 году (Yt #2; Sc #1X2).

## Описание
Номинал — 5 центов. Марка круглой формы, без зубцов, с цветочным (звёздочным) орнаментом по окружности. В верхней половине марки по периметру надпись «ALEXANDRIA», в нижней — «POST OFFICE» и в центре — «PAID 5» («Александрия. Почтовое отделение. Оплачено 5»). Бумага голубого цвета.

## История

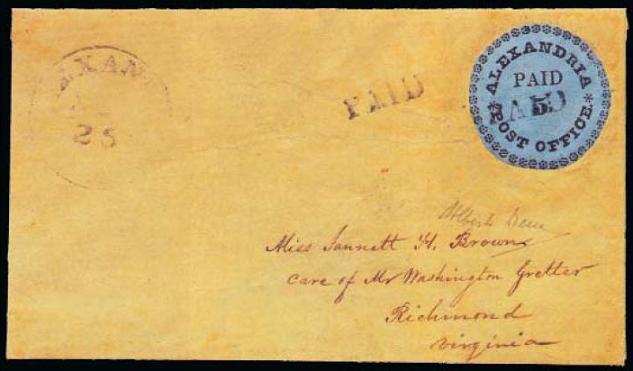
Конверт 1847 года с единственным экземпляром «Голубой Александрии», который был продан в 1981 году за 1 млн долларов

Считается, что марка была выпущена почтмейстером Александрии Дэниелом Брайаном (Daniel Bryan) в 1846 году. Однако более поздние источники сходятся на том, что раритетная почтмейстерская марка появилась в 1847 году, возможно, уже после выхода первых официальных общегосударственных почтовых марок США.
25 ноября 1847 года житель Александрии Джеймс Уоллес Хуфф (James Wallace Hooff) отправил письмо в Ричмонд, штат Виргиния, своей троюродной сестре Жанетт Браун (Jannett Hooff Brown), с которой он находился в тайных отношениях. Вскоре они поженились.
После смерти Жанетт её старшая дочь Мэри Фосетт (Mary Goulding Fawcett) получила в наследство декоративный шкафчик, который она, по неизвестным причинам, долгое время не решалась открыть. Наконец, спустя 28 лет, среди разной утвари она обнаружила там завёрнутый в чёрный шёлк пакет с письмами, которые её отец писал матери, будучи женихом. Среди них оказалось и письмо, отправленное в 1847 году, на конверте которого была уникальная марка Александрии в 5 центов голубого цвета.

## Филателистические аспекты

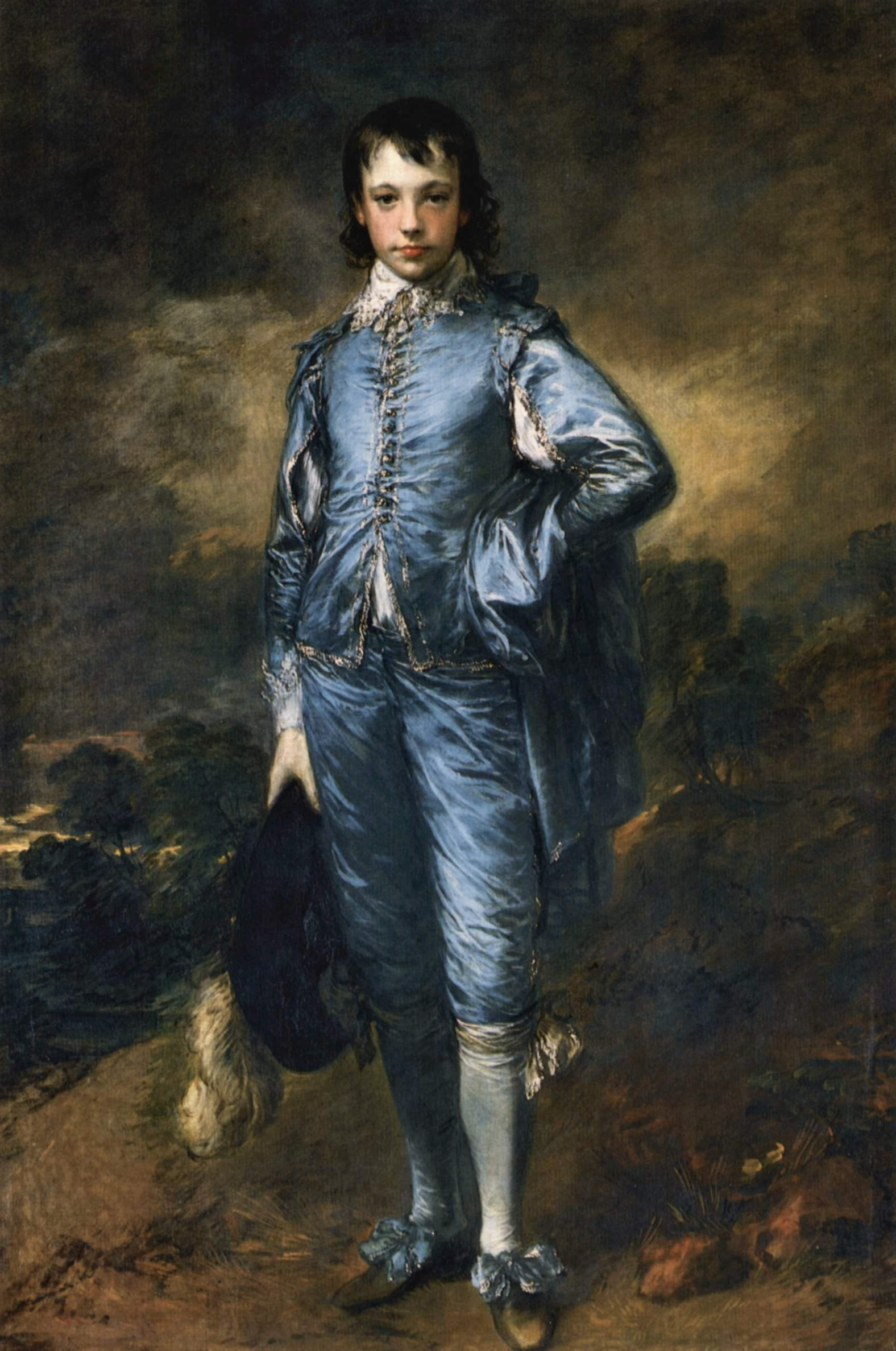
«Мальчик в голубом» — картина Т. Гейнсборо, в честь которой назван провизорий Александрии

В 1907 году Мэри Фосетт продала конверт с «Голубой Александрией» за 3000 долларов известному филателисту из Кливленда Джорджу Уортингтону (George H. Worthington). Позже конверт приобрёл американский миллионер Альфред Каспари (Alfred H. Caspary). При распродаже его коллекции на аукционе H. R. Harmer в США в 1955 году конверт был куплен за 10 тысяч долларов, а на аукционе в 1967 году — уже за 18 тысяч долларов. Среди владельцев раритета упоминается также Джосайя Лилли-младший.
В 1981 году на аукционе David Feldman S. A. в Швейцарии этот уникальный конверт был продан уже за один миллион долларов. Покупателем оказался европейский коллекционер Георг Норманн (Georg Normann).
Всего известно о существовании семи экземпляров почтмейстерской марки Александрии, шесть из которых — типа II — отпечатаны на бумаге тёмно-жёлтого цвета (Sc #1X1) и лишь одна — типа I — на бумаге голубого цвета (Sc #1X2). Марки на жёлтой бумаге тоже оцениваются недешево: 10 декабря 2012 года один из экземпляров на конверте продан на Нью-Йоркском аукционе Р. Сигела за 460 тысяч долларов.
Своё необычное английское прозвище почтовая марка получила по названию картины Томаса Гейнсборо «Мальчик в голубом» ("The Blue Boy", 1770).